# Olszówka (dopływ Raby)
Olszówka – potok, prawy dopływ Raby o długości 5,32 km i powierzchni zlewni 10,06 km². Płynie przez wieś Olszówka w województwie małopolskim, w powiecie limanowskim, w gminie Mszana Dolna.
Potok wypływa na wysokości ok. 718 m w dolince między szczytami Krzyżowa i Ostra w Gorcach. Płynie przez wieś Olszówka, tuż przed ujściem wpływa do wsi Raba Niżna i w niej uchodzi do Raby, na wysokości 423 m. Z wyjątkiem obszaru źródliskowego, przez większość swego biegu Olszówka płynie rozległą doliną między grzbietem Chabówki (705 m n.p.m.) i Potaczkowej (746 m) na wschodzie a grzbietem Szumiącej i Wichrówna zachodzie. Brzegi potoku na prawie całej długości porastają krzewy i drzewa.
Głównymi dopływami Olszówki są potoki Kunochy (lewobrzeżny) i Fudrów Potok (prawobrzeżny).